# Noordereilandvliegenvanger
De noordereilandvliegenvanger (Petroica longipes) is een zangvogel uit de familie Petroicidae (Australische vliegenvangers). De soort werd eerder beschouwd als een ondersoort van de zuidereilandvliegenvanger (P. australis).

## Verspreiding en leefgebied
Deze soort is endemisch in Nieuw-Zeeland op het Noordereiland en nabijgelegen eilanden.

## Status
De grootte van de populatie is niet gekwantificeerd maar de soort wordt omschreven als schaars tot algemeen. Op de Rode lijst van de IUCN heeft deze soort de status niet bedreigd.